# Chicago Transit Authority
Die Chicago Transit Authority (CTA) wurde am 1. Oktober 1947 gegründet und ist ein Verkehrsunternehmen im Segment Öffentlicher Personennahverkehr in und um die US-amerikanische Millionenstadt Chicago.

## Geschichte

### Vorgänger
1914 wurden alle Straßenbahnen in und um Chicago zu den Chicago Surface Lines (CSL) zusammengefasst. 1924 entstand durch die Fusion der Chicago and South Side Rapid Transit Co. (gegründet: 1892), der Lake Street Elevated Railroad Co. (1893), der Metropolitan West Side Elevated Railroad Co. (1895) und der Northwestern Elevated Railroad Co. (1900) eine zweite Verkehrsgesellschaft, die Chicago Rapid Transit Company (CRT). Diese beiden Unternehmen bildeten schließlich die Basis für die CTA.

### CTA
Die CTA wurde 1947 durch ein Gesetz des States Illinois gegründet. Mit ihrer Gründung übernahm sie den Betrieb der beiden genannten Firmen. 1953 übernahm sie trotz Protesten der Firma auch noch die Chicago Motor Coach Company.
1974 wurde die Regional Transportation Authority (RTA) gegründet, 1983 das Gesetz zur Regelung des regionalen Nahverkehrs (Regional Transportation Act), verbessert. Neben der Zusammenlegung von Anbietern regionalen Schienenverkehrs zur METRA und von Gesellschaften, die Vorortbusse betrieben zur PACE wurde ein Teil der Budgethoheit von der CTA auf die RTA übertragen. Seitdem ist die CTA verpflichtet, mindestens 51 Prozent ihrer Einnahmen über Fahrscheinverkäufe zu erbringen und sich ein Fünf-Jahres-Budget von der RTA genehmigen zu lassen. Dabei bleibt es der CTA überlassen, die Höhe und Varianten der Fahrpreise innerhalb dieses Rahmens selbst festzulegen. Nachdem die Regierung Clinton 1997 der CTA die Bundeszuschüsse gestrichen hatte, sah sich diese gezwungen zehn Prozent ihres Busangebotes zu streichen.
2005 befand sich die CTA mit einem Defizit von 55 Millionen US-Dollar in einer Finanzkrise. Schuld wurde dem veralteten Finanzierungsmodell gegeben und der Staat Illinois passte es an. Ohne diese Maßnahme wäre die CTA gezwungen gewesen, 36 Prozent der Dienste zu streichen und die Tarife zu erhöhen. Im Mai antwortete der Gesetzgeber von Illinois mit einer Übernahme des größten Teils der Schulden der CTA in der Höhe von 54 Millionen Dollar. Die CTA bemängelte aber weiter das Finanzierungsmodell und forderte eine Änderung, um künftig Defizite zu vermeiden.

## Heutiger Betrieb
Die CTA betreibt in Chicago und 40 umliegenden Vorstädten das nach New York zweitgrößte öffentliche Verkehrsnetz der USA. An einem durchschnittlichen Wochentag befördern die Fahrzeuge mehr als 1,43 Millionen Passagiere: 476.000 im Schienenverkehr, 952.100 mit Bussen.
Kernstück des Betriebes der CTA ist die Elevated Railway auch „L“ genannt. Alle – außer zwei Linien, die die Innenstadt in Nord-Süd-Richtung unterqueren – werden über den Loop geführt, einen Hochbahnring, der, aufgeständert über Straßen, den Kern der Innenstadt umschließt. Die CTA besetzt die von ihr betriebenen Bahnhöfe mit mindestens einem Kundenberater.
Die CTA betreibt ca. 2.000 Busse, die ca. 150 Strecken und 12.000 Haltestellen bedienen. Das Busnetz umfasst 2.273 Meilen (3.658 km).

## Galerie

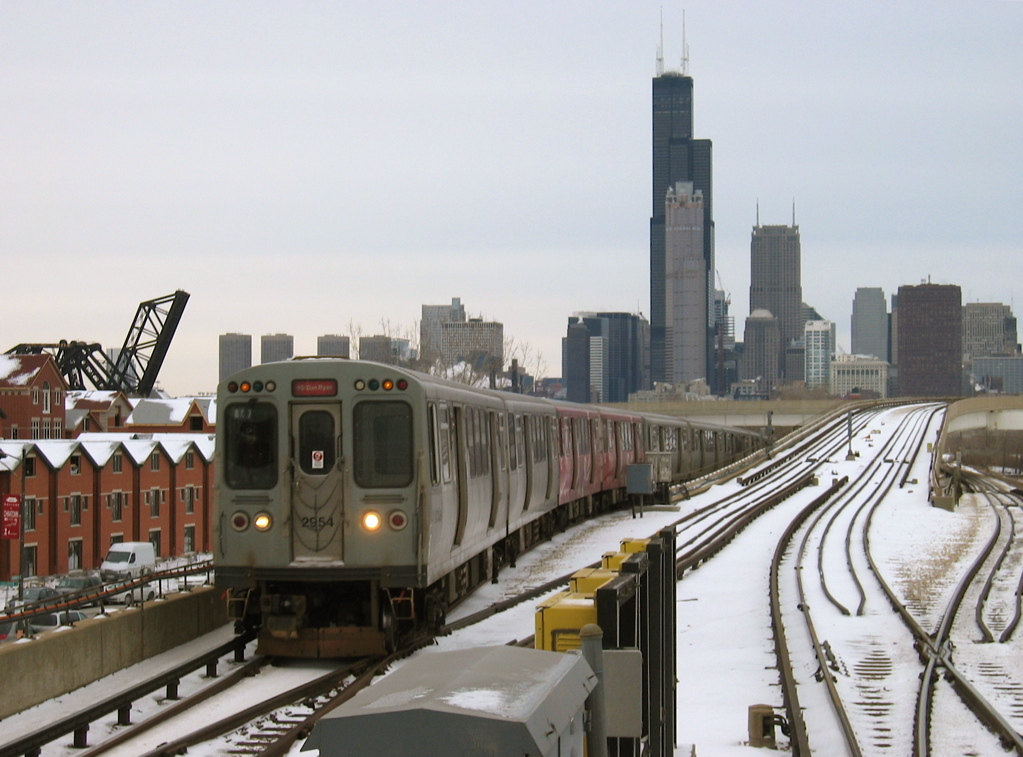
Ein Zug der Red Line nähert sich der Station Cermak-Chinatown.
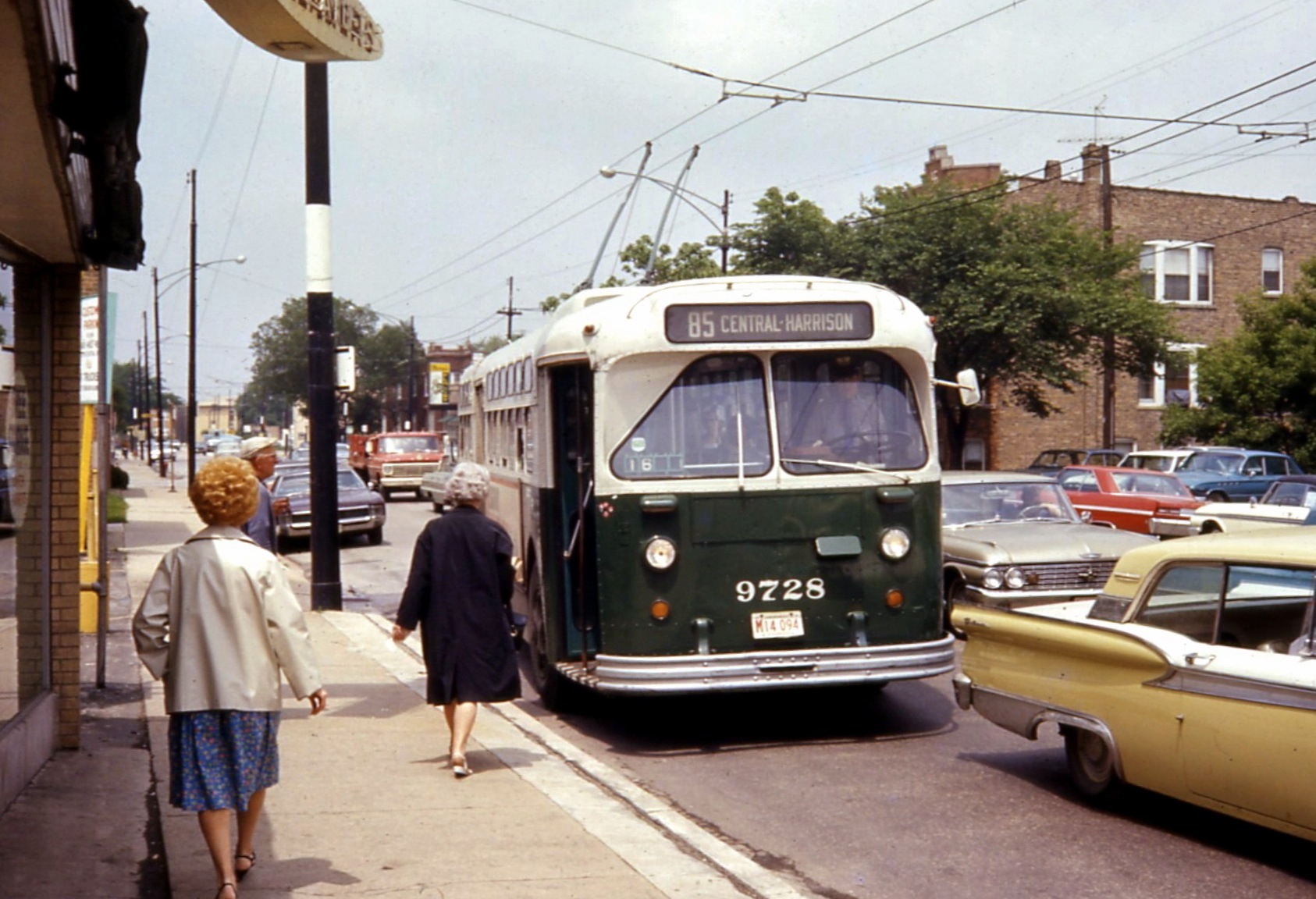
Oberleitungsbus der CTA, 1968
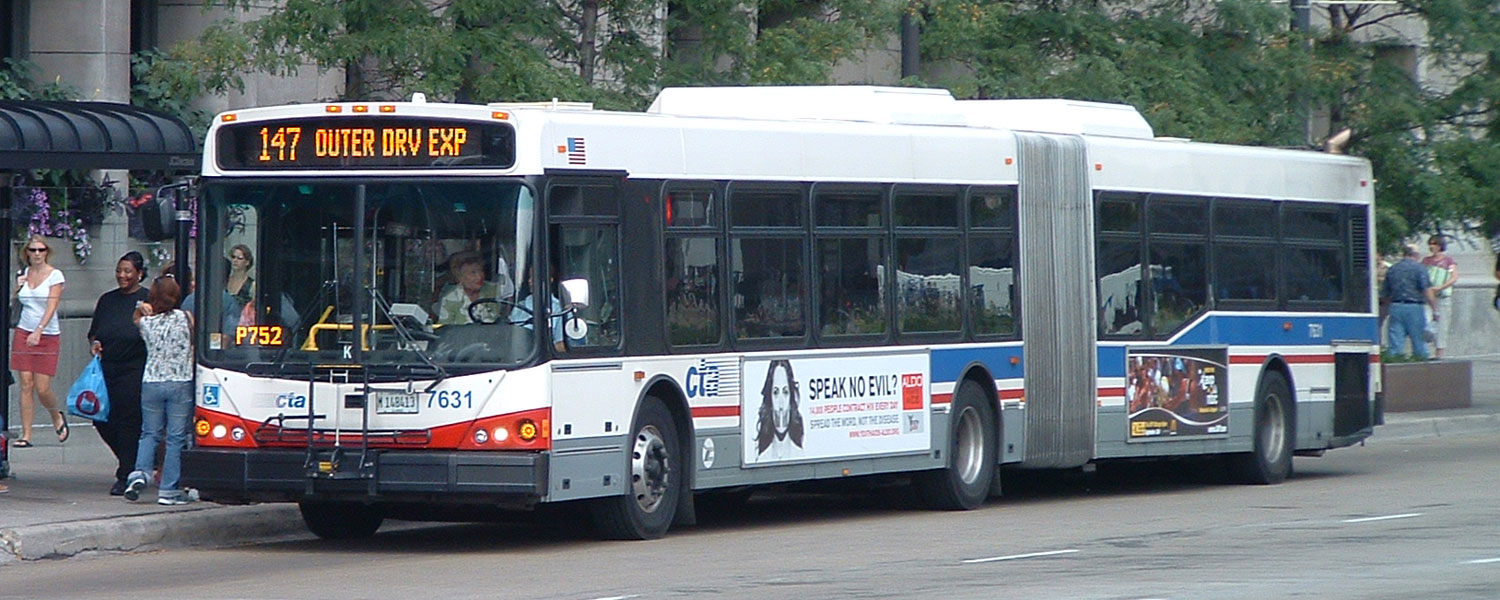
Bus der CTA an der Michigan Avenue